# 레이싱 모델

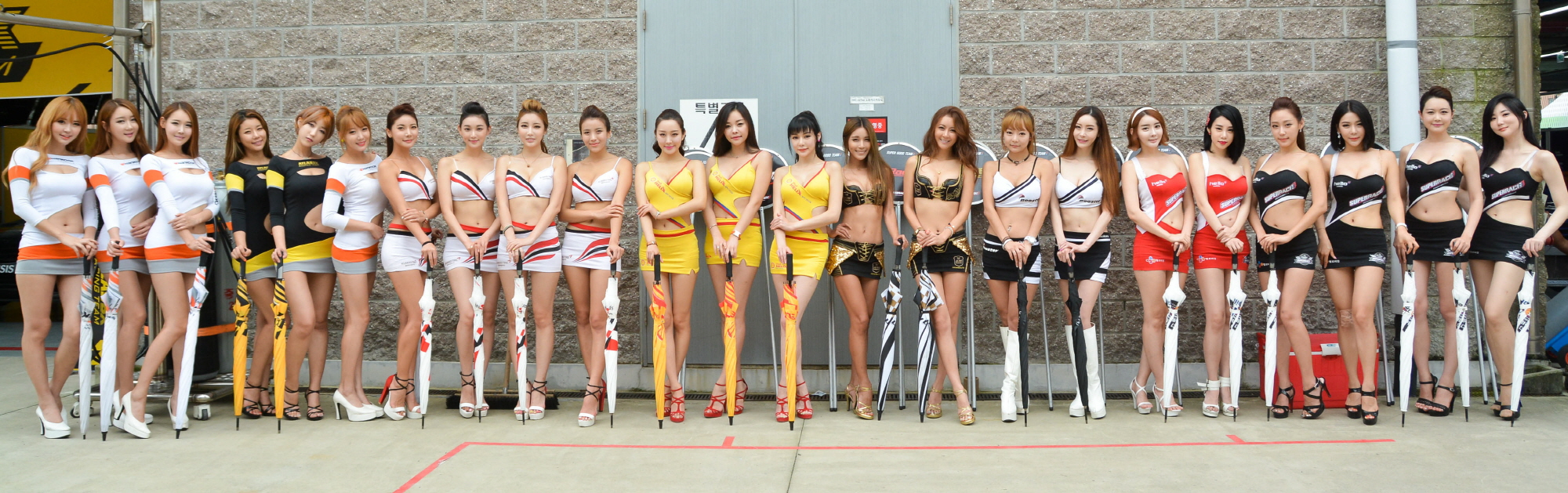
레이싱 모델

레이싱 모델(racing model)은 자동차 경주 등에서 후원사의 광고 효과 극대화 및 관중 동원에 투입되는 사람을 말한다. 주로 뛰어난 신체적 조건을 가진 젊은 여성이 많으며, 소속팀의 드라이버를 응원하거나 경기장을 찾은 관중들의 사진 촬영 등에 응한다.

## 역할
레이싱 모델의 가장 중요한 역할은 경기 시작 직전 각 그리드에서 출전 선수의 국가명, 팀명, 혹은 선수명이 쓰여진 팻말을 들고 포즈를 취하며 서 있는 것이다. 그런 이유로 국제적으로 통용되는 용어는 그리드 걸이다. 또 레이싱 모델의 다른 역할은 그리드, 패독, 또는 피트에서 드라이버들을 태양으로부터 보호해 주기 위해 우산을 들어주는 것이어서 엄브렐러 걸, 패독 걸, 또는 피트 걸로 불리기도 한다. 한국에서 국제 레이싱 대회인 포뮬러원 코리아 그랑프리 대회가 열리면서 이 대회에서 활약할 레이싱 모델들을 '그리드걸 선발대회'를 통해 뽑을 예정이어서 국내에서 '그리드걸'이라는 명칭이 널리 사용될 전망이다.
자본 집약적 스포츠인 모터 스포츠에서 레이싱 팀의 재정의 근원이 되는 스폰서의 홍보를 위해 레이싱 모델의 유니폼에 스폰서의 로고 또는 브랜드를 착용하고 홍보 활동을 겸하게 되었으며, 현재 대한민국에서는 본래의 역할보다 홍보 활동의 비중이 높아진 상태이다.
레이싱 모델과 일반 전시회 등에서 홍보를 목적으로 활동하는 광고 모델은 엄연히 다르지만, 모터 스포츠가 활발하지 못한 대한민국에서는 일반적으로 사진 촬영 전문 모델 또는 모터쇼나 일반 전시회에서 활동하고 있는 모델들 가운데 외모가 출중한 이들이 선발돼 레이싱 모델로도 활동하고 있다.

## 역사
대한민국에서 레이싱 모델이 첫 선을 보인 것은 국제 공인 레이싱 경기가 처음으로 열린 1995년이다. 처음에는 활동하는 인원이 제한적이었으나 갈수록 레이싱 걸 레이싱 모델에 대한 관심이 높아져 1995년 하반기에는 활동하는 레이싱 모델이 무려 50~60명에 달했다고 한다. 21세기에 들어서면서 IT 산업이 발달하고 디지털 카메라가 민간에게 보급되면서 레이싱 모델의 인기가 급속히 치솟았다.

## 같이 보기
- 모델
- 라운드 걸